# そらジロー
そらジローは、日本テレビが放送している天気予報のマスコットキャラクターであり、同局のマスコットキャラクターでもある。本記事では派生キャラクターのくもジロー、ぽつリン等についても記述する。

## プロフィール
- 性別 - オス
- 生息地 - 日本テレビ
- 性格 - わりと前向き[注 2]
- 趣味 - 観天望気
- 決め技 - 回転ジャンプ
- ジャンプによる1日の消費カロリー - 300kcal

## 概要
- 2007年4月から、各種情報番組の天気予報コーナーに登場。
- モチーフは、「お天気が好きな怪獣」（林恭子プロデューサー談）[2][3][4]。しかし『そらジロー　コミック＆キャラクター・ブック』通称『そらジローBOOK』のファンクラブ会員規約の2番目に「そらジローは、鳥でも怪獣でもなく、そらジローです」と書いてある。[5]縦長の楕円体を基調とした体型で、体色は黄色（腹部は白）。大きな丸い目と赤い唇、赤い背びれ状の組織（取り外し可能）を持つ。小さな尾のようなものもある。
- 目を閉じて地面に伏せ、シャクトリムシのように匍匐前進する（通称「しゃくとりそらジロー」）。また口から炎を吐くことも可能。
- 年末年始の羽織袴など、季節や話題に合わせた姿で登場することがある。
- くもジローとともにブログを書いており、主な一人称は「ボク」。
- ロゴマークではそらジローの「ジ」の文字にある横棒二本を自身の唇に見立てて赤色で表示。そらジロー自身の顔を被せることもある。みんなだいすきそらジローのタイトルではジャンプからの着地で自分の顔がロゴにかかる演出がある。

### 着ぐるみそらジロー
平日早朝の『Oha!4 NEWS LIVE』および夕方の『news every.』に着ぐるみのそらジローが登場する。『news every.』第1・3部においては気象予報士の木原実、『Oha!4』第1部5時台および第2部においては同じく気象予報士の中西希とともに、それぞれお天気コーナーの進行を担当する。
以下、『news every.』における様子を前番組『NNN Newsリアルタイム』の様子も合わせて記述する。
- 着ぐるみの初登場は2007年6月18日。
- 『every.』開始以降は、第1部オープニング及び中盤のお天気コーナーにも登場するようになった。オープニングではキャスター陣のトークに相槌を打ち、話しかけられることもある。
- 木原曰く「お天気の好きな生き物」で[注 5]、産毛が乾きにくいからという理由で雨が嫌い。雨や雷、台風などの予報が出ると嫌がる仕草を見せ、木原に八つ当たりすることも。
- 直接声は発しないが、木原ら気象予報士とは話すことが出来るらしく言葉を代弁して貰うことが多い。2016年3月まで『Oha!4』を担当していた酒井千佳曰く、「Oha!4のメンバーでそらジローと話せるのは自分だけなので、通訳係である」としていた[6]。また身体を小刻みに震わせて笑う。
- VTRを振る際、木原の「どうぞ!」の合図で2人同時に片手を画面に突き出すポーズが定番（本人曰く「木原さんとボクのポーズ」[7]）。ただし体型のために顔が真横を向いてしまうことが多い。現在は、中盤のコーナーの終わりに木原の言葉に合わせて片手と片足（またはそのどちらか）を上げるポーズが見られる。
- 季節や天候に合わせた衣装を着用することがあり、主なものは雨天時のレインコート（初登場は2008年2月6日）、冬のケープ（橙色で星型の飾りがある）、水色のイヤーマフとケープ、夏のアロハシャツ（サングラスと併用する場合も）など。クリスマス、ハロウィン、節分などにもそれらにちなんだ衣装を着る。「もみジロー」（秋）、「はなジロー」（春）、「エコジロー」（日テレ系ecoウィーク）など衣装とともに呼称が変わることもある。
- かなりの食いしん坊で、食べ物を前にするとコーナーの進行を無視して接近・凝視し、その様子は時にスタジオの失笑を買う。試食する木原を羨ましそうに見つめたり、体当たりすることすらある。放送終了後までお預けの場合が多いが、本人のブログで後日「食べた」と報告がある場合もある。また現在は適当な形のものならその場で食べさせてもらえるようになった（初めて放送中に食したのはアシタバ[8]）。
- 『ズームイン!!SUPER』のキャラクター、ズーミン・チャーミンと仲が良く、互いの番組で度々共演していた（2010年4月1日に『every.』で共演したのが最後の共演となっている）。ズーミン・チャーミンのいとこであるサタボーとは、2019年6月1日のズームイン!!サタデーで共演している。
- 日本テレビ系の各スポーツ中継に関連し、日本代表のユニフォームを着用することがある。その際の背番号は「ジロー」にちなんで26番となる[9]（ぽつリンは4チャンネルの「4」）[10]。「8026」となることもあり、これは「（晴れ（80）が好きなそらジロー（26））」を意味する[11]。

### バーチャルそらジロー
- 平成から令和への改元を機に従来の着ぐるみのそらジローを忠実に再現し、表情のバラエティーを広げたものが2019年5月1日より登場した。
- 表情のバリエーションは雨が降ったり、笑ったりなどがある[12]。
- バーチャルタイプの出演番組は早朝の『Oha!4 NEWS LIVE』のみで、『news every.』の第1部などでは従来通りの着ぐるみタイプが登場する。

## 出演番組
- news every.…第1部と3部にて着ぐるみの出演あり。アニメーションでは全編通してくもジロー・ぽつリンと共演。ただし、「NNN全国枠」には登場しない。
- Oha!4 NEWS LIVE…バーチャルそらジローが出演。2019年4月30日までは着ぐるみの出演。かつては隔週月曜～水曜、金曜の出演時期があった。アニメーションでは二人と共演。
- NNNストレイトニュース…アニメーションのみ、くもジローと共演（日本テレビのみ）。
- NNNニュースサンデー…アニメーションのみ。
- news zero…グラフィックのみ使用。
- ZIP!（2025年3月31日 - ）…着ぐるみの出演。
- その他、日テレNEWS24の一部時間帯

## その他の出演
- 映画 ST 赤と白の捜査ファイル（木原実と共演）[13]
- 教えて!お天気キャスター 地球温暖化でどうなる異常気象（2015年12月29日、NHK総合） - 木原、森田正光[注 6]、井田寛子[注 7]と共演

- NNN News D
- NNN Newsリアルタイム

## 派生キャラクター

### くもジロー
くもジローは、日本テレビの天気予報のマスコットキャラクターであり、そらジローの友達という設定。2008年3月31日より、『Oha!4 NEWS LIVE』の天気予報コーナーに登場、そらジローと共演している。その後そらジローに続き『news every.』にも出演。ブログやTwitterでの主な一人称は「小生」（みんなだいすきそらジローでは「おいら」、facebookでも「おいら」と言っている）。そらジロー、くもジローグッズの商品開発部長を務めている。姿形はそらジローと酷似しているが、そらジローの体色で黄色い部分は灰色、赤い部分が黄色。目の形や（目の上辺が直線で、黒目が四角くジト目に近い）、匍匐前進の際目を閉じない点などが異なる。そらジロー同様、ロゴでは名前の「ジ」の横棒を唇に見立てて黄色で表示する。

#### プロフィール（くもジロー）
- 性別 - オス
- 生息地 - 日本テレビ近辺
- 性格 - やや後ろ向き
- 目標 - そらジローの座を奪うこと
- 趣味 - 雪を見ること
- 決め技 - 教えない
- そらジローとの関係 - 友達

#### 現在の出演番組（くもジロー）
- news every.（第2部にぽつリンと週替わりで着ぐるみの出演あり）
- Oha!4 NEWS LIVE（隔週木曜日のみ着ぐるみの出演あり。アニメーションではそらジロー・ぽつリンと共演）
- NNNストレイトニュース（アニメーションのみ、そらジローと共演）
- news every.サタデー（アニメーションのみ、唯一単独での出演）
- その他、日テレNEWS24の一部時間帯

#### 過去の出演番組（くもジロー）
- NNN Newsリアルタイムサタデー

### ぽつリン
ぽつリンは、日本テレビの天気予報のマスコットキャラクターであり、そらジローの友達という設定。2013年7月1日に『news every.』の天気予報コーナーに初登場、そらジローと共演している。同年7月2日以降は『Oha!4 NEWS LIVE』にも登場。姿形はそらジローと酷似しているが、そらジローの体色で黄色い部分はピンク色、赤い部分が黄色。目の形は一緒だがまつげがある点、胸に青または黄色のボンボンをつけている点、頬に黄色い部分がある点、尻尾が丸い点、回転ジャンプをしない（飛び上がるのみ）点などが異なる。ロゴでは頭文字「ぽ」の横棒二本を自分の唇に見立てている。みんなだいすきそらジローでのお題を読み上げる際や、Oha!4での「天気のさかい目」のコーナー等で赤く四角い縁のメガネをかけることがある。

#### プロフィール（ぽつリン）
- 性別 - メス
- 生息地 - 日本テレビ近辺
- 性格 - 真面目で勉強熱心、甘いもの好き（特にキャンディ）、おしゃれが好き、雨が好き
- 趣味 - 虹の写真を撮ること
- 苦手なもの - 紫外線
- そらジローとの関係 - 友達

#### 現在の出演番組（ぽつリン）
- news every.（第2部にくもジローと週替わりで着ぐるみの出演あり）
- Oha!4 NEWS LIVE（そらジロー、くもジローと共演、隔週で月～金に着ぐるみの出演あり）

### ワンセグジロー
ワンセグジローは日本テレビのワンセグをPRするマスコットキャラクターである。そらジロー、くもジローと同様の体型だが、マゼンタ色で携帯電話と電波を模した身体が特徴である。詳しいプロフィールやそらジロー達との関係は未詳。

### にじモ
にじモは、2021年5月31日放送『news every.』より登場した8年ぶりの新キャラクター。体型はそらジロー達と類似している。体色はLGBTQの象徴である赤・橙・黄・緑・青・紫の虹模様で、目には白目がない。「いろんな個性を持った人々がみんな仲良くできるように」との願いが入っている。2022年2月1日、『news every.』のお天気コーナーに着ぐるみで登場。名前の「モ」は多様性を表したもので、性別は不明でそらジロー達も知らないが「みんなそんなことは関係なく仲良くしている」。

### ゆきポ
ゆきポは、2023年2月6日に『news every.』で放送されたさっぽろ雪まつりのリポート映像にて発表された雪とアイヌ文化をモチーフとしたキャラクター。体型はそらジロー達と同じ。本キャラクターの制作に当たって、アイヌ民族にルーツのある大学生の監修を受けており、体色は白く、まつ毛が生えており、頭にはマタンプシを巻いている。頬や胸にもアイヌ文様がついている。名前の「ポ」はアイヌ語で「子ども」や「小さい」の意。お天気コーナーへの出演の他にも、「いろいろな活動を通じて「DE＆I（ダイバーシティ、エクイティ&インクルージョン）」や環境問題などの啓蒙活動を行っていく予定」である。

### うみスケ
うみスケは、2023年3月に誕生。「海」をモチーフとし、『海を助ける』という意味から名付けられた。日本テレビ開局70年を機に海の環境保全に関わる活動推進を目的とした『日本列島ブルーカーボンプロジェクト』のメインキャラクター。2023年4月27日の『news every.』のお天気コーナーに着ぐるみで登場。

### その他の派生キャラクター
前述したとおり、実質的に日本テレビ全体のキャラクターにもなっているため、各番組で単発ながら類似キャラが作られたこともある。
まるジロー
『およよん NEWS&TALK』の企画で誕生した番組Tシャツに描かれている。髪型が同番組出演者の丸岡いずみをモチーフとしており、腹部に「丸」と描かれているのが特徴。丸岡は『ストレイトニュース』の動画ブログでそらジローの吹き替えをしたり、『every.』でも頻繁に掛け合いをするなど関わりが深い。
あんジロー
『Oha!4』内コーナーにて、アシスタントの女子大生坪井安奈が披露。そらジローを模して描いたもののあまり似ていなかったため、スタッフにこの名が付けられた。
さるジロー
2020年12月10日放送『news every.』のワンポイント天気で藤井貴彦が「そらジロー」と呼ぶところを「さるジロー」と言い間違えたのを機に誕生したキャラクター。翌日の12月11日のワンポイント天気に特別ゲストとして出演。そらジローいわく友達。同日の『news zero』にも登場した。

## アニメ
2013年10月4日から2018年12月24日までショートアニメ『みんなだいすきそらジロー』が『news every.』内で放送。ただし、重大ニュースが入った場合には休止された。原則として他日振替は行わずお蔵入りとなる。
同年12月24日までは毎週火曜日の第1部と金曜日の第1部で放送していたが、2014年1月からは毎週火曜日の第1部と木曜日の第1部で放送。同年10月7日から毎週月曜日の『Oha!4 NEWS LIVE・第1部4時台』内で前の週の放送分（2回のうち1回分）が再放送されている。同年10月5日から毎週土曜日の『news every.サタデー』の関東ローカルパート内でもその週の火曜日放送分が別途放送されていたが、1か月ほどで廃止された。この3番組の当該パートが非ネットとなる地域であっても、日テレオンデマンドで後日視聴可能である他、最新話はそらジロー公式サイトのトップページ及びTVerで視聴することができる。日テレNEWS24では2013年度の年末年始特別編成期間に、日により20 - 60分の『傑作選』を放送している。そらジロー・くもジロー・ぽつリンが出演し、天気・知育・防災・エコなどをテーマに約2分間放送される。アニメの最後にその回のお題を一言（漢字は使用せず、最初の1文字が枠付き文字で強調されている）で上記3名または木原が読み上げる。

### 登場キャラクター
- そらジロー（声 - TARAKO）
- くもジロー（声 - 木原実）
- ぽつリン（声 - TARAKO）
- 木原実（声 - 木原実）

基本的には「天の声」方式で上記3名に語り掛けるナレーションに徹するが、アニメ終了時のまとめの一言においてイラストで登場することがある他、火を扱う場面等大人の人物が必要な場合に例外的に作中に出てくることがある。また料理や工作を行う際には、実演した写真を載せることもある。
- 怪盗キハーラ

黒いシルクハットにマントを羽織り、サングラスをかけた謎の人物。不定期に登場し、なぞなぞや言葉遊びをしたりする。放送終了後の中継にて藤井貴彦から「あれは木原さんですか？」と質問された際、木原は「私ではありません」と主張している。
- 渡辺裕太（声 - 渡辺裕太）

みんなだいすきそらジローCD・DVD収録の「そらジロー体操」のガイドとしてアニメーションと実写の両方で登場。
- ミック木原（声 - ミゲル・クインタナ）

木原実の遠い親戚で、金髪であること以外は木原実そっくりの容姿をしている。普段はアメリカで暮らしており主に英語を使うが、日本語も流暢に話すことができ、英語での色々なおしゃべりをガイドする。彼が登場する際には区別のため、木原実も必ず同行する。
- 昔の人（氏名不詳）（声：木原実）

洗濯板や羽窯などの昔の人の暮らしを紹介する話で登場。木原の髪を丸刈りにしたような外見で、ナレーションの木原も「他人の気がしない」と話している。

### スタッフ
- 脚本 - 田辺茂範
- アニメーション制作 - エイジグローバルネットワークス
- 音楽協力 - バップ、日本テレビ音楽
- プロデュース - 藤井潤
- チーフプロデューサー - 山田克也、船越雅史
- 制作協力 - バップ
- 製作著作 - 日本テレビ

### 作品リスト
| - 「てんきはおもしろい」 - 「たべるまえにはてをあらおう」 - 「いろがいろいろ」 - 「いろんないろをたべよう」 - 「たのしいにほんご かいぶん」 - 「たのしいにほんご くも」 - 「いきものをたいせつに」 - 「これはいったいなんてもじ？」 - 「ちからをあわせよう」 - 「このカゲな～んだ？」                                     | - 「あめもたいせつ」 - 「じかんをまもろう」 - 「あいうえおさくぶん」 - 「おかたづけをしよう」 - 「よぞらをみてみよう」 - 「はたらくくるま」 - 「じょうずにわけられるかな」 - 「いろいろなあじをたのしもう」 - 「そとからかえったら…うがい・てあらい」 - 「ゆきだるまをつくろう」                                                      |
| - 「ふゆしょうぐんがやってきた」 - 「Xmasスペシャル」 - 「あいさつをしよう」 - 「ちょうどいいおんどにしよう」 - 「こおりをみつけてみよう」 - 「ぐらっとゆれたらどうする？」 - 「いろいろなくも」 - 「にじはふしぎ」 - 「よるにかがやくおつきさま」 - 「これはいったいなんてもじ？（その２）」                             | - 「このおしごとな～んだ？」 - 「あしあといろいろ」 - 「どうろをわたるおやくそく」 - 「ペットボトルはリサイクル」 - 「マスクでふせごう」 - 「たからさがしにしゅっぱつだ」 - 「はるをみつけにいこう」 - 「つなみにげろ」 - 「おてんきことば」 - 「さんかんしおん」                                                                     |
| - 「しゅんぶんのひ」 - 「このおしごとな～んだ？その2」 - 「あなあきことば」 - 「このスポーツな～んだ」 - 「まちがいさがし」 - 「かいとうキハーラのおさらい」 - 「このスポーツな～んだ（その2）」 - 「こうさくはおもしろい」 - 「かんじはおもしろい」 - 「ぎょうじをあててみよう」                                         | - 「ごめんなさいがいえるかな」 - 「およげこいのぼり」 - 「すっぱいをあじわおう」 - 「つゆってなあに？」 - 「まちがいさがし（その２）」 - 「うちゅうのふしぎ」 - 「もじをいれかえよう」 - 「このスポーツな～んだ（その３）」 - 「あいうえおさくぶん（くもジロー編）」 - 「ドレミファそらジロー」                                       |
| - 「かさをつかうときのちゅういてん」 - 「このやさいな～んだ」 - 「あさがおをそだてよう」 - 「さがしてみようひじょうぐち」 - 「つきのもようはどうみえる？」 - 「ふみきりをわたるときのおやくそく」 - 「はのみがきかた」 - 「プールにはいるおやくそく」 - 「たんざくにねがいをかこう」 - 「ねっちゅうしょうにきをつけよう」 | - 「はやくちことばにちょうせん」 - 「ジュースがアイスにだいへんしん」 - 「さかさまのせかい」 - 「えんぴつすごい」 - 「はなびをするときのおやくそく」 - 「ちょうどいいおんどにしよう（なつ編）」 - 「ようかいだいしゅうごう」 - 「すずしくなるほうほう」 - 「あさがおでおえかき」 - 「アリさん、どこいくの？」                         |
| - 「ふうすいがいたいさく」 - 「はんたいことばであそぼう」 - 「トマトはどうそだつ？」 - 「とけいのはりはいまなんじ？」 - 「たいようとかげ」 - 「じょうずにもてるかな？」 - 「だじゃれであそぼう」 - 「やさいスタンプであそぼう」 - 「はなみずのひみつ」 - ｢カッテージチーズをつくろう｣                                     | - 「あきをみつけにいこう」 - 「おはしのマナー」 - 「あきといえば…？」 - 「おたくはいけん ハチ」 - 「あきやさいをたべよう」 - 「どっちがおもい？」 - 「あきになくむし」 - 「あさのじゅんび」 - 「しんかいへしゅっぱつだ」 - 「きれいにたたもう」                                                                                       |
| - 「おおきくなったらなにになる？」 - 「このがっきな～んだ？」 - 「おちばでおめんをつくろう」 - 「いとでんわをつくろう」 - 「とうみんってなあに？」 - 「おちばもたのしい」 - 「おとあそび」 - 「おしごとクイズ」 - 「クッキーをつくろう」 - 「じゅうにし（十二支）をおぼえよう」                                           | - 「Ｘｍａｓスペシャル」 - 「おとあそび（その２）」 - 「おしょうがつにあそぼう」 - 「いろんなおもちをたべてみよう」 - 「えいごであいさつ」 - 「じょうずにわけよう」 - 「こたつむりになっちゃった!?」 - 「かずをかぞえよう」 - 「かんきをわすれずに」 - 「たのしいせつぶん」                                                           |
| - 「あられとひょうはどうちがう？」 - 「こおりでアート」 - 「スケートをしよう」 - 「けつろにおえかき」 - 「まるさんかくしかく」 - 「かずでおえかき」 - 「かえることば」 - 「からだのなかへしゅっぱつだ！」 - 「ぼうさいぶくろをてんけんしよう」 - 「ていでんになったときは？」                                             | - 「せいでんきビリビリ」 - 「はやくちことばにちょうせん②」 - 「えいごかな？にほんごかな？」 - 「きせつをかんじよう」 - 「スタートのきせつ」 - 「かいきげっしょくをみよう」 - 「どうろひょうしきをかくにんしよう」 - 「みずはどこからくるのかな？」 - 「花粉症対策（かふんしょうたいさく）をしよう」 - 「一文字（いちもじ）たすと…？」 |
| - 「たんぽぽさいた」 - 「やまびこおもしろい」 - 「こどもの日クイズ」 - 「なまえをかこう」 - 「えのぐをまぜるとどうなる？」 - 「よふかしはやめよう」 - 「えいごでかぞえよう」 - 「ホタルをみにいこう」 - 「ころもがえのきせつ」 - 「おかねをかぞえよう」                                                                   | - 「ひみつのはこ」 - 「つゆをみつけよう」 - 「あめでもあそべるよ」 - 「かえるのかんさつ」 - 「カビたいさく」 - 「あしたはれるかな」 - 「えいごであいさつ（その２）」 - 「いかのおすし」 - 「さかさマシーン」 - 「おうちでさかなつり」                                                                                                 |
| - 「こそあどことば」であそぼう」 - 「ねっちゅうしょうたいさく」 - 「ねっちゅうしょうにきをつけよう」 - 「うみであそぼう」 - 「セミのきせつ」 - 「むかしのせいかつ」 - 「かさいろいろ」 - 「カミナリがなったら」 - 「たまごりょうりいろいろ」 - 「あなあきことば」                                                         | - 「じしんにそなえよう」 - 「アルファベットわかるかな？」 - 「たいふうにきをつけよう」 - 「３つのあんごう」 - 「えいごでよんでみよう」 - 「つきみだんごをつくろう」 - 「おこめができるまで」 - 「しゅうかくのあき」 - 「３つの「Ｒ」をまなぼう」 - 「もったいないをみつけよう」                                                       |
| - 「くぎりことばであそぼう」 - 「まとめてよぶと…？」 - 「むかしのあそび」 - 「ハロウィーンをたのしもう」 - 「そらジローたいそう「ねおき」編」 - 「オリンピックのじゅんび」 - 「もみじがりをしよう」 - 「そらジローたいそう（紅葉編）」 - 「そらジローたいそう（宇宙編）」 - 「ひなんばしょをかくにんしよう」              | - 「パナシはやめよう」 - 「じゅんばんあてクイズ」 - 「きをつけよう、たこあしはいせん」 - 「50ねんごのおてんき」 - 「てをあらおう」 - 「うがいをしよう」 - 「ねんがじょうをかこう」 - 「おおそうじをしよう」 - 「Xmasスペシャル」 - 「おしょうがつクイズ」                                                                             |
| - 「えいごで１２かげつ」 - 「えいごでおてんき」 - 「かしつはたいせつ」 - 「ゆたんぽあったかい」 - 「ゆきがつもったら」 - 「せつぶんクイズ」 - 「ゆきのけっしょう」 - 「てづくりチョコレート」 - 「きゅうきゅうばこをてんけんしよう」 - 「かがみもじ」                                                                     | - 「おうちでボウリング」 - 「マラソンをたのしもう」 - 「ひのようじん」 - 「たのしいひなまつり」 - 「ぼうさいぶくろをかくにんしよう」 - 「ゆだんたいてき」 - 「かふんをブロック」 - 「よるにおでかけするときは」 - 「ほっかいどうしんかんせん」 - 「きんきゅうダイヤル」                                                               |
| - 「えいごでさくらは？」 - 「でんきはどこから？」 - 「はるのむしたち」 - 「あんごうたしざん」 - 「ながらあるきはキケン」 - 「むかしのどうぐ」 - 「みどりのカーテンをそだてよう」 - 「とんとんずもうであそぼう」 - 「せかいのこんにちは」 - 「ぎゅうにゅうだいへんしん」                                                   | - 「しょくちゅうどくにきをつけよう」 - 「あたらしいレインコート」 - 「しょうぎくずしであそぼう」 - 「かぞえかたいろいろ」 - 「きゃんぷにいったら」 - 「オリンピックをおうえんしよう！」 - 「オリンピッククイズ」 - 「きゅうなおおあめにきをつけよう」 - 「ねっちゅうしょうになったときは」 - 「スズメバチにちゅうい」                 |
| - 「バリアフリーってなんだろう」 - 「あきのくも」 - 「あきをかんじよう」 - 「イニシャルはなに？」 - 「あるなしクイズ」 - 「くるくるイラスト」 - 「３ヒントクイズ」 - 「こうしゅうでんわのつかいかた」 - 「パーソナルカードをかこう」 - 「ひなんくんれんをしよう」                                                         | |

## 関連商品
そらジロー、くもジロー、ぽつリンの各種グッズが発売されている。現在、日本テレビ社屋のグッズショップ「日テレ屋」汐留店や、JR東京駅「東京キャラクターストリート」内の「日テレ屋」東京駅店、福岡・キャナルシティ博多の「日テレ屋」ゆめんたキャナルシティオーパ店にて購入が可能となっている。また、インターネット上での直販サイト「日テレ屋WEB」でも購入が可能。主なラインナップはぬいぐるみ、キーホルダー、文房具、お菓子、絵本など。

## 備考
- 日本テレビにおいては、2009年初夏から『Oha!4 NEWS LIVE』内のお出かけ前天気（現在は第2部エンディング前のおはよん天気）の前後に、同天気予報時間帯のスポンサーに合わせた扮装で登場、スポンサー名の書かれた横断幕を引いて左から右へ走ってくるアニメがスタートした。
  - 第1弾……除草剤「バスタ」に合わせて、麦藁帽子に長靴の園芸姿。
  - 第2弾……メガネドラッグに合わせて、眼鏡を掛けた姿。
  - 第3弾……スカルプDに合わせて、シャンプーで頭を洗う姿。
  - 『Oha!4 NEWS LIVE』以外でも、『news every.』での18時台のお天気では、アイダ設計に合わせて、緑十字（安全第一の意味）のマークがついたヘルメットをかぶった姿になっている。
  - 上記スポンサーは全て関東地区のみのローカルスポンサーであるため、『Oha!4 NEWS LIVE』をネットしている地方局では日テレが上記アニメーションを表示している間は背景のお天気カメラの映像のみが映る状態になる。
- 地上アナログ放送終了をPRするため、2010年夏の一時期『ストレイトニュース』（平日版）で地デジカと共演していた。
- 以前は、多くの日本テレビ系列の地方局（地上波）において『Oha!4 NEWS LIVE』『NNNニュースサンデー』をのぞき、まず登場しなかった。上記の「現在の出演番組」は、全て日本テレビ（関東広域圏）でのものであり、地方の日本テレビ系列局においては、天気予報コーナーがその放送局独自の内容に差し替えられているケースが大半であり、その場合は（当然のことながら）登場しない。なお、日テレNEWS24では「NNNストレイトニュース・平日版」にも登場するが、登場するのは関東地方の天気予報コーナー（日テレNEWS24は全国を対象とした放送ながら、関東ローカルの天気予報コーナーが差し替え不可能なため、そのまま全国で放送されている）のみである。日テレNEWS24では『Oha!4 NEWS LIVE』『NNNストレイトニュース・平日版』以外では、全国の天気予報コーナー（気象予報士が解説を行う時間帯のみ）で登場する。2010年春以降は、『news every.』第1部のオープニング・天気予報（ただし、後者は地域により差し替え）にも登場するようになり、ほぼ番組キャラクターとしても活躍している。これらをネットしている地域では、関東以外でもその姿を見ることが出来る。
- 2024年、宇宙航空研究開発機構（JAXA）が実施している「きぼう有償利用制度」の公募を活用して、国際宇宙ステーション（ISS）のきぼう日本実験棟にて、そらジローのぬいぐるみを使ったテレビコマーシャルの撮影を行った[29]。